# Sonangol
Sonangol E.P. (Sociedade Nacional de Combustíveis de Angola) ist das staatliche Mineralölunternehmen von Angola. Sonangol ist vor allem damit beschäftigt, die gesamten Erdöl- und Gasreserven des Landes zu verwalten und gilt als ein Finanzierungsinstrument der Regierung. Schätzungen gehen davon aus, dass Angola neuneinhalb Milliarden Barrel Öl (Januar 2010) in seinen Offshore-Gebieten entlang der Atlantikküste hat, wobei derzeit etwa fünfmal so viele Vorkommen neu entdeckt werden wie ausgebeutet werden können. Angola ist der achtgrößte Ölproduzent der Welt und der größte in Afrika.

## Geschichte

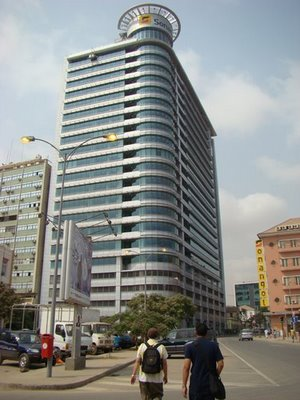
Edificio Sonangol in Luanda

1953 gründete die portugiesische SACOR-Gruppe in der damaligen portugiesischen Kolonie Angola die ANGOL, für den Bereich der Ölprodukte, Flüssiggas und Treibstoffe. Nach der Unabhängigkeit Angolas 1975 wurde das Unternehmen 1976 verstaatlicht und in SONANGOL umbenannt.
Im August 2007 musste Nigeria seinen Spitzenplatz unter den Ölländern des schwarzen Kontinents an Angola abtreten.
Hauptsitz ist das Edifício Sonangol in der Rua Rainha Ginga, einem 2008 fertiggestellten 22-stöckigen und 95,50 Meter hohen, modernen Hochhaus in Luanda, was gleichzeitig das höchste Gebäude des Landes ist.
Die in London basierte Watchdog-Gruppe Global Witness hat am 2. Dezember 2010 bekanntgegeben, dass Angola erhebliche Lücken in seinen Ölrechnungen vom Jahr 2008 hat. Sie belaufen sich auf Milliarden von Dollars und Millionen von Barreln Öl.
Sonangol wurde von Beginn an konsequent als Instrument des Staatswesens in Angola entwickelt und eingesetzt. Dem Unternehmen werden daher von der Politik günstige Vorbedingungen für einen andauernden Geschäftserfolg geschaffen.

## Struktur
Zur Sonangol Group gehören zahlreiche Tochterunternehmen, die sich im Besitz von Sonangol befinden, unter anderem die China Sonangol, ein angolanisch-chinesisches Joint Venture. Die Tochterunternehmen bieten meist eine Dienstleistung, die primär von Sonangol nachgefragt wird, aber auch anderen zahlenden Kunden zur Verfügung steht. Darunter befinden sich Transport-, Logistik-, Raffinerie-, Maschinenbau und Telekommunikationsunternehmen ebenso wie Banken.
Deutsche Banken spielten bei der Finanzierung des Staatsunternehmens Sonangol in den letzten Jahren eine wichtige Rolle, und ohne deutsche Unterstützung wäre dies schwierig gewesen. Insbesondere die Commerzbank und die Deutsche Bank arrangieren Kredite für Sonangol. Erdöl ist für Angola die Devisenquelle Nummer eins. Es hat einen Anteil von mehr als 90 Prozent an den angolanischen Exporten und mehr als 80 Prozent am Staatshaushalt. Sonangol fungiert inzwischen als eine Art Finanzinstrument der angolanischen Regierung. Doch Angola zählt laut Transparency International zu den korruptesten Ländern der Welt.

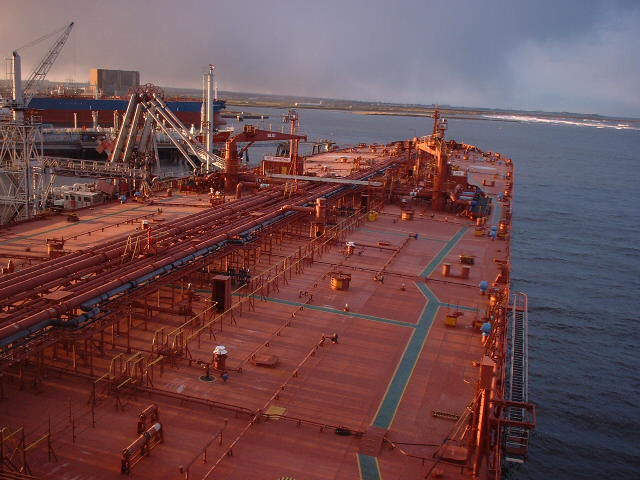
Sonangol-Tanker Kizumba beim Laden von Ekofisk-Rohöl im Hafen Teesport im Jahr 2005.

## Unternehmensziele
Sonangol drängt auch zunehmend auf den portugiesischen und damit auf den europäischen Markt. Das staatliche Ölunternehmen hat sich in die portugiesische Handelsbank BCP eingekauft und wollte seine Anteile an dem Finanzinstitut im Jahr 2007 von zehn auf 20 Prozent erhöhen. Bei 45 Prozent liegt die Beteiligung des Konzerns über die Esperanza Holding, zusammen mit der Unternehmerin Isabel dos Santos, an Amorim Energia. Das Unternehmen des portugiesischen Korkkönigs Américo Amorim kontrolliert nicht nur 67 % des internationalen Korkmarktes, sondern auch über Amorim Energia 33,34 % der Anteile des portugiesischen Öl- und Gaskonzerns Galp.
Sonangol beabsichtigte 2010 an die Börsen in Johannesburg, New York oder Luanda zu gehen. Im Mai 2008 gab Sonangol-Chef Manuel Domingos Vicente bekannt, dass Sonangol und die angolanische Bank Banco Português do Atlantico (BPA) mit der portugiesischen Bank BCP die Übernahme von 49,9 % der Anteile der in Angola operierenden BCP-Bank Millennium Angola ausgehandelt haben. Weitere Beteiligungen plant der Ölkonzern an den Filialen anderer portugiesische Banken in Angola wie der Banco Espírito Santo (BES), der Banco Português de Investimento (BPI) und der Caixa Geral de Depósitos (CGD). Zudem hat Angola Interesse an Investitionen in die portugiesische Telekom, den nationalen Stromversorger Energias de Portugal und dem Zellstoff- und Papierunternehmen Portucel Soporcel angemeldet.
Zahlreiche Unternehmensbeteiligungen in Portugal werden auch durch Isabel dos Santos und ihre Beteiligungsgesellschaften gehalten. Anfang März 2011 wurde bekannt, dass Sonangol eine direkte Beteiligung an der portugiesischen Galp Energia anstrebt.

## Fehlende Ölmilliarden
Die New Yorker nichtstaatliche Organisation Human Rights Watch hat am 20. Dezember 2011 die Regierung von Angola aufgefordert, Auskünfte darüber zu erteilen wo 25 Mrd. € verblieben sind, die im Zusammenhang mit der Sonangol in der Staatskasse fehlen.
Im Juni 2016 wurde Isabel dos Santos als Chairwoman des Unternehmens von Präsident José Eduardo dos Santos eingesetzt, der auch ihr Vater ist. Außerdem wurde eine Untersuchung eingeleitet, wohin die fehlenden 50 Mrd. Dollar abgewandert sind.